# Davidov javor
Davidov javor (znanstveno ime Acer davidii) je vrsta javora, ki je samonikla na Kitajskem; od Džjangsuja do Fudžjana in Guangdonga na jugu, pa vse do jugovzhodnega dela pokrajine Gansu ter Junan na zahodu.
Drevo je prvi odkril duhovnik in misijonar Armand David, po katerem je drevo dobilo tudi znanstveno ime. Ponovno je drevo odkril Charles Maries med svojim obiskom pokrajine Džjangsu leta 1878.

## Opis
Davidov javor je listopadno drevo, ki v višino zraste med 10 in 15 m, deblo pa doseže premer do 40 cm. Skorja je olivno zelene barve in je pokončno razpokana. Listi so dolgi med 6 in 18 cm, široki pa med 4 in 9 cm, na veje pa so nasajeni na od 3 do 6 cm dolgih pecljih. Po zgornji strani so temno zelene barve, po spodnji strani pa so bolj bledo zeleni. Običajno so ovalni, včasih pa je nakazana delitev na tri krpe. Rob je nazobčan. V jeseni se listi obarvajo živo rumeno, oranžno ali rdeče. Majhni cvetovi so rumene barve in imajo pet venčnih listov in okoli 4 mm dolge prašnike. Združeni so v socvetja. Socvetja se tvorijo na koncu od 7 do 12 cm dolgih pecljev, rastlina pa cveti pozno spomladi. Moški in ženski cvetovi niso nikoli združeni v enem socvetju. Plodovi so krilati oreški, ki so dolgi med 7 in 10 mm, široki pa med 4 in 6 mm. Krila merijo v dolžino med 2 in 3 cm, v širino pa merijo okoli 5 mm.
Obstajata dve podvrsti davidovega javora, ki ju pogosto opisujejo kot dve različni vrsti:
- Acer davidii subsp. davidii. Skorja drevesa je zelenkasto rjava z belimi pokončnimi razpokami. Brsti so rožnato zeleni, Peclji listov so rožnati do rdeči, listi običajno ovalni z nazobčanim robom. Nazobčanost je različna.
- Acer davidii subsp. grosseri (Pax) de Jong. (Acer grosseri Pax; syn. Acer hersii Rehd.). Skorja rjava z belimi do bledo zelenimi pokončnimi progami. Brsti so zeleni, prav tako listni peclji. Listi imajo pogosteje nakazano deljenost na tri krpe. Rob je dvojno nazobčan.

## Razširjenost in uporabnost
Skupaj z vrsto A. rufinerve, sta obe podvrsti davidovega javora najpogosteje gojeni vrsti javora. Vse tri vrste so priljubljene zaradi hitre rasti. Gojijo jih predvsem kot okrasna drevesa v parkih.
- Acer davidii subsp. davidii
- Skorja kultivarja 'Ernest Wilson'
- Acer davidii subsp. grosseri
- Acer davidii subsp. grosseri
- Acer davidii subsp. grosseri